# Берде-Гакель
Берде-Гакель (нім. Börde-Hakel) — громада в Німеччині, розташована в землі Саксонія-Ангальт. Входить до складу району Зальцланд. Складова частина об'єднання громад Егельнер-Мульде.
Площа — 38,65 км2. Населення становить 3045 ос. (станом на 31 грудня 2021).